# Viki
Rakuten Viki是一家美國影音串流媒體網站，總部位於加州聖馬刁。该公司还在新加坡、東京和首爾设有办事处。 
Viki這個名字是video（影片）和Wiki的合成詞。Viki在2011年1月獲得了TechCrunch最佳國際初創公司獎。

## 歷史
2007年，Razmig Hovaghimian、Changseong Ho和Jiwon Moon創辦了Viki。公司的資金最初來源於Neoteny Labs（一個由Joichi Ito領導的新加坡初创企业基金），以及領英的聯合創始人Reid Hoffman。2008年，公司搬遷至新加坡，以利用當地政府的慷慨支持，以及這個城市國家泛亞洲樞紐的地位。2010年12月，Viki結束了Beta測試並且向大衆公開了他們的服務。2013年9月，該公司被日本樂天株式會社 (Rakuten)以2億美元收購。

## 服務
Viki提供優質且授權的視頻串流服務，與Hulu在美國提供的服務類似。該網站會把視頻放在不同的頻道中。視頻可以由社區志願者添加字幕。Viki是第一個支持在所有視頻類型中實時添加字幕和协作的平台。社區志願者可以使用Viki的字幕技術，爲他們喜歡的視頻添加多種語言的字幕，这爲全球協作提供了便利。添加的字幕以知识共享许可协议授權。該公司開發的字幕軟體支持翻譯200多種語言。Viki也會將志願者添加的字幕發放給諸如Hulu、Netflix和雅虎之類的合作夥伴，從這些電影分銷商中收取費用、賺得收入。這200多種語言中，有大約50種屬於脆弱或瀕危語言。

## 原創劇
- Dramaworld (2016年)
- 在你視線停留的地方 (2020年)
- 致我的星星（台） / 致我的明星（港） (2021年)